# نوریو موراتا
نوریو موراتا (ژاپنی: 村田 教生؛ زادهٔ ۷ فوریهٔ ۱۹۷۶) یک بازیکن فوتبال اهل ژاپن است.
از باشگاه‌هایی که در آن بازی کرده‌است می‌توان به باشگاه فوتبال اوئیتا ترینیتا و باشگاه فوتبال میتو هولیهوک اشاره کرد.